# Braux-le-Châtel
Braux-le-Châtel is een gemeente in het Franse departement Haute-Marne (regio Grand Est) en telt 129 inwoners (1999). De plaats maakt deel uit van het arrondissement Chaumont.

## Geografie
De oppervlakte van Braux-le-Châtel bedraagt 11,0 km², de bevolkingsdichtheid is 11,7 inwoners per km².
De onderstaande kaart toont de ligging van Braux-le-Châtel met de belangrijkste infrastructuur en aangrenzende gemeenten.

## Demografie
Onderstaande figuur toont het verloop van het inwonertal (bron: INSEE-tellingen).